# Veiligheidsregio Midden- en West-Brabant

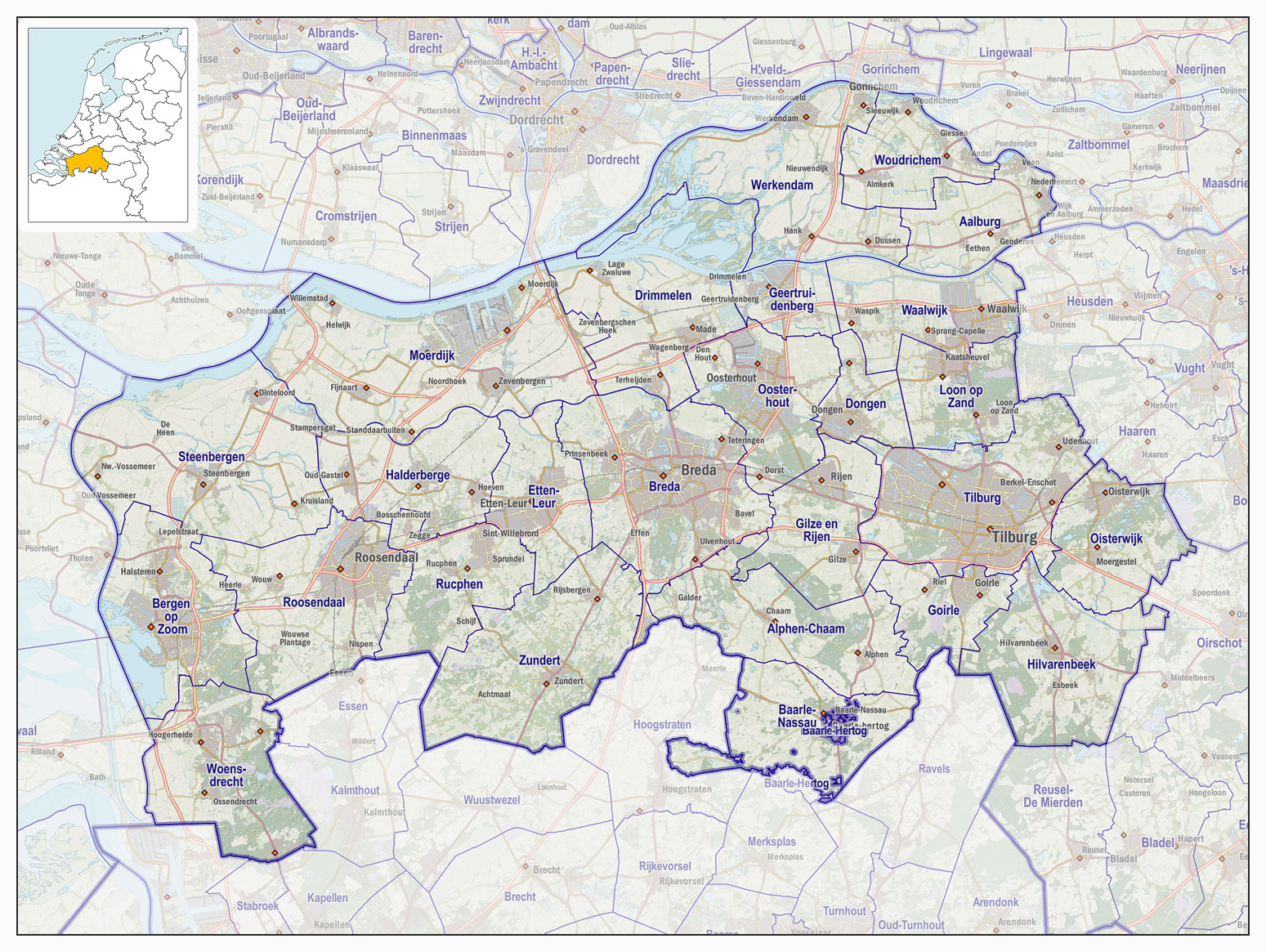
Veiligheidsregio Midden en West-Brabant, impressie van het landschap en indeling van gemeenten (2017)

De veiligheidsregio Midden- en West-Brabant is een veiligheidsregio binnen de provincie Noord-Brabant. De voorzitter is de burgemeester van Tilburg.

## Regioprofiel
- Inwoners: 1.100.840 (2013, CBS)
- Landoppervlakte: 2.123 km²
- Het landschap vormt de overgang van kleigrond bij de rivieren in het noorden, naar zandgrond in het zuiden. Op de overgang zit ook de bevolkingsconcentratie.
- De regio kent vier grote steden (Tilburg, Breda, Bergen op Zoom en Roosendaal). De meldkamer zit in Bergen op Zoom en bedient de regio Zeeland-West-Brabant, maar met name de geneeskundige hulpverlening is lang vanuit zowel Tilburg als Breda georganiseerd.
- Twee grote dagattracties in deze regio: de Efteling en de Beekse Bergen.

## Risico's

### Terrein
- BRZO (Besluit Risico's Zware Ongevallen 2015) risicolocaties op de industrieterreinen van Moerdijk, Bergen op Zoom, Geertruidenberg, Breda, Tilburg en Roosendaal.
- Doordat het industrieterrein Moerdijk gelegen is op de vaarroute van en naar Rotterdam en Antwerpen vindt er veel industrieel vervoer met gevaarlijke stoffen plaats per schip en spoor.
- Het gebied ligt in de overheersende windrichting van het industriegebied Antwerpen, waar kerncentrales staan. Dit levert risico's op voor fysieke en milieu-veiligheid.

### Infrastructuur
- Vervoer van gevaarlijke stoffen over de snelwegen A16, A17, A29, A58 en A59.
- Vervoer van gevaarlijke stoffen over het spoor van en naar Europoort en naar Antwerpen.
- Vervoer van gevaarlijke stoffen over het spoor van Roosendaal naar Tilburg en verder.
- Een deel van de HSL-zuid (HogeSnelheidsLijn) loopt over het grondgebied van de regio.
- De ondergrondse olieleiding tussen Pernis en Antwerpen ("buisleidingenstraat") loopt door deze regio (ten westen van Roosendaal).

### Sociaal-fysiek
- Pretpark De Efteling en safaripark De Beekse Bergen kunnen bij warmte en drukte risico's opleveren voor de openbare orde en veiligheid.
- De Kermis in Tilburg kan bij warmte en drukte risico's opleveren voor openbare orde en veiligheid.

## Instanties
- Brandweer
- GHOR
- Rode Kruis
- Gemeenten: 24; Alphen-Chaam, Altena, Baarle-Nassau, Bergen op Zoom, Breda, Dongen, Drimmelen, Etten-Leur, Geertruidenberg, Gilze en Rijen, Goirle, Halderberge, Hilvarenbeek, Loon op Zand, Moerdijk, Oisterwijk, Oosterhout, Roosendaal, Rucphen, Steenbergen, Tilburg, Waalwijk, Woensdrecht, Zundert.
- Provincie
- Politie
- Justitie
- Waterschappen: 3
- Rijkswaterstaat
- Ziekenhuizen
- Defensie
- Energiesector